# Hecheng, Anhui
Hecheng (kinesiska: 鹤城) är en socken i östra Kina. Den ligger i Xiuning härad i staden Huangshan i provinsen Anhui, omkring 250 kilometer söder om provinshuvudstaden Hefei. Antalet invånare är 7 130. Befolkningen består av 3 517 kvinnor och 3 613 män. Barn under 15 år utgör 17,0 %, vuxna 15-64 år 73 %, och äldre över 65 år 9,0 %.